# Entes locales en España
En la administración local de España, los entes locales son entidades territoriales que tienen personalidad jurídica para obrar; quedan regulados por una Ley 7/1985, de 2 de abril, Reguladora de las Bases del Régimen local. Desde su entrada en vigor, esta ley ha tenido varias modificaciones,por tanto hay que tener en cuenta el último texto consolidado.
De acuerdo con lo previsto en la disposición final de la citada Ley de Bases se dictó el Real Decreto Legislativo 781/1986, de 18 de abril, por el que se aprueba el texto refundido de las disposiciones legales vigentes en materia de régimen local.

## Tipos
- Municipio  es la entidad local básica de la organización territorial del Estado. Tiene personalidad jurídica plena y capacidad para el cumplimiento de sus fines.[3]
- Provincia es una entidad local determinada por la agrupación de municipios, con personalidad jurídica propia y plena capacidad para el cumplimiento de sus fines.[4]
- En último capítulo del Título III, dedicado a la provincia, recoge en el siguientes regímenes especiales; en concreto:
  - Los órganos forales de Álava, Guipúzcoa y Vizcaya conservan su régimen peculiar en el marco del Estatuto de Autonomía del País Vasco.[5]
  - Las comunidades autónomas uniprovinciales y la Foral de Navarra asumen las competencias que en el régimen ordinario corresponde a las provincias.[6]
  - Los Cabildos Insulares Canarios, son los órganos de gobierno, administración y representación de cada isla y quedan regulados por la disposición adicional 14.ª y supletoramiento por la normas que regulan las Diputaciones provinciales. En Canarias subsisten las mancomunidades interinsulares exclusivamente como órganos de representación y expresión de los intereses provinciales.[7]
  - Los Consejos Insulares de las Islas Baleares, a los que le son de aplicación las normas de esta ley sobre la organización y funcionamiento de las diputaciones provinciales, asumen sus competencias de acuerdo con esta ley y en el marco del Estatuto de Autonomía de Baleares.[8]
- Entidades Supramunicipales
  - Comarca
  - Área Metropolitana
  - Mancomunidad
- Inframunicipales

Corresponde a las comunidades autónomas la regulación de estos entes: 

Las leyes de las Comunidades Autónomas sobre régimen local regularán los entes de ámbito territorial inferior al Municipio, que carecerán de personalidad jurídica, como forma de organización desconcentrada del mismo para la administración de núcleos de población separados, bajo su denominación tradicional de caseríos, parroquias, aldeas, barrios, anteiglesias, concejos, pedanías, lugares anejos y otros análogos, o aquella que establezcan las leyes.
Artº 24 bis de la Ley de Bases del Régimen Local

No obstante el texto refundido de las disposiciones legales vigentes en materia de Régimen Local. contempla las entidades de ámbito territorial inferior al municipio, con una regulación mínima: competencias (art. 38), la figura del alcalde pedáneo que preside la Junta Vecinal (art. 39), las atribuciones de este alcalde (art. 40) y las de la Junta Vecinal (art. 41). Estas entidades reciben distintos nombres en cada Comunidad Autónoma.
- La legislación del régimen local reconoce también otras entidades:

Las Entidades conocidas con las denominaciones de Mancomunidades o Comunidades de Tierra o de Villa y Tierra, o de Ciudad y Tierra, Asocios, Reales Señoríos, Universidades, Comunidades de Pastos, Leñas, Aguas, y otras análogas, continuarán rigiéndose por sus normas consuetudinarias o tradicionales y, sin perjuicio de la autonomía de que disfrutan, deberán ajustar su régimen económico a lo prescrito en la legislación de régimen local sobre formación de presupuestos y rendición de cuentas, liquidaciones, inventarios y balances.
Artº 37 del Texto refundido de disposiciones legales de Régimen Local

## Competencias
- Los municipios, provincias e islas, en su calidad de Administración pública, disponen de las siguientes competencias:[9]

1. Las potestades reglamentarias y de autoorganización.
2. Las potestades tributaria y financiera.
3. La potestad de programación o planificación.
4. Las potestades expropiatoria y de investigación, deslinde y recuperación de oficio de sus bienes.
5. La presunción de legitimidad y la ejecutividad de sus actos.
6. Las potestades de ejecución forzosa y sancionadora.
7. La potestad de revisión de oficio de sus actos y acuerdos.
8. Las prelaciones y preferencias y demás prerrogativas reconocidas a la Hacienda Pública para los créditos de la misma, sin prejuicio de las que correspondad a las Haciendas del Estado y de las comunidades autónomas; así como la inembargabilidad de sus bienes y derechos en los términos previstos en las leyes.

- Las entidades locales de ámbito territorial inferior al municipio gozan de las siguientes competencias:[10]

1. La construcción, conservación y reparación de fuentes, lavaderos y abrevaderos.
2. La policía de caminos rurales, montes, fuentes y ríos.
3. La limpieza de calles.
4. La mera administración y conservación de su patrimonio, incluido el forestal, y la regulación del aprovechamiento de sus bienes comunales.
5. La ejecución de obras y la prestación de servicios comprendidos en la competencia municipal y de exclusivo interés de la Entidad, cuando no esté a cargo del respectivo Municipio.